# Alfio Vinci
Alfio Vinci (Siracusa, 1547 – Messina, 1592) è stato un architetto e gesuita italiano. Fu uno dei protagonisti del lungo cantiere della chiesa del Gesù a Palermo.

## Biografia
Nel 1567 entra nell'ordine gesuitico, ventenne, analfabeta e con la qualifica di falegname. La carenza di tecnici e la gran mole di lavori che la confraternita aveva rese necessario inviare il giovane, evidentemente di talento, a Roma per riceve dei disegni dalla sede centrale. La visita romana durò solo poche settimane ma accese l’entusiasmo di Vinci  che, da autodidatta, affrontò con successo il risanamento della cupola della chiesa del Gesù di Palermo e altri compiti che gli arrivano dal fervore edilizio dell'Ordine. Per approfondire le proprie conoscenze Vinci voleva viaggiare e chiese di recarsi in Veneto. Fu mandato per un periodo a Costantinopoli nel 1585.
Presente a Palermo dal 1574 al 1584 diresse il cantiere della Chiesa del Gesù per la quale, risolti i problemi costruttivi, progettò l’aggiunta di due ulteriori campate e  parte delle delle decorazioni interne., portando l'edificio a un primo compimento, anche se dopo la sua morte si procedette a numerose altre modifiche e ampliamenti. Nel 1591 fu incaricato di progettare a Palermo un ulteriore complesso gesuitico: il Noviziato.
Operò anche a Operò a Messina, Caltagirone e Caltanisetta dove progettò il Collegio e Chiesa del Gesù (dal 1588); Dopo la sua morte, il progetto verrà rielaborato. Per i Moncada, mecenati della chiesa, curò anche restauro di palazzo Ajutamicristo a Messina tra il 1585 e il 1588.
Finalmente solo nel 1590 fu insignito del titolo di architetto della provincia siciliana.
Raccolse in un manoscritto un raccolta di lezioni di architettura che intendeva destinare a un uso didattico, composta tra il 1586 e il 1592, sul modello del De Re aedificatoria di Leon Battista Alberti.